# Carlos García Becerra
Carlos García Becerra (Caracas, 9 de septiembre de 1977) es un exfutbolista español. Jugaba de delantero y su último club fue el C. D. Tropezón de la Tercera División de España.

## Trayectoria
Nació en Caracas, hijo de dos emigrantes gallegos naturales de la provincia de La Coruña. Comenzó su andadura en el fútbol español en las filas del Deportivo de La Coruña B y sus actuaciones pronto le dan oportunidades en el primer equipo, con el que juega siete partidos anotando un gol en su debut. Las cosas no acaban de salirle y permanece dos temporadas más en el filial blanquiazul con el que vive un descenso a Tercera División.
En las siguientes dos temporadas juega en la Gimnástica de Torrelavega, el Pájara-Playas y el Amurrio, todos ellos en Segunda B; para volver en la temporada 2002-03 al filial deportivista. Quedan segundos de grupo, no ascienden y se desvincula finalmente de la entidad.
Vuelve a jugar en Segunda B, esta vez en el CD Ourense y en el Burgos CF, con los que marca 9 y 17 tantos respectivamente. Estas exitosas campañas a nivel personal le valen para fichar por uno de los equipos más potentes de la categoría, el Alicante CF.
Carlos no acaba de explotar en el club valenciano y decide fichar por el CF Palencia. Juega con los morados tres temporadas y media, viviendo un playoff de ascenso a Segunda división, un descenso a Tercera y un ascenso a Segunda B. Se convierte en uno de los jugadores más queridos por la afición y abandona el club por motivos laborales «con el equipo donde lo cogí, en Segunda B», como él mismo dijo el día de su despedida.
Se traslada a Cantabria y allí juega en equipos de Tercera División como el SD Buelna y el Rayo Cantabria donde se retira en el verano de 2012.

## Clubes y estadísticas
- Actualizado el 1 de agosto de 2012.

| Club                      | País   | Año       | Competición | Liga  | Liga  | Copa  | Copa  | Promoción de ascenso | Promoción de ascenso |
| Club                      | País   | Año       | Competición | Part. | Goles | Part. | Goles | Part.                | Goles                |
| ------------------------- | ------ | --------- | ----------- | ----- | ----- | ----- | ----- | -------------------- | -------------------- |
| Deportivo de La Coruña B  | España | 1997-1998 | Segunda B   | -     | -     | -     | -     | -                    | -                    |
| Deportivo de La Coruña    | España | 1997-1998 | Primera     | 7     | 1     |       |       |                      |                      |
| Deportivo de La Coruña B  | España | 1998-1999 | Segunda B   | -     | -     | -     | -     | -                    | -                    |
| Deportivo de La Coruña B  | España | 1999-2000 | Tercera     | -     | -     | -     | -     | -                    | -                    |
| Gimnástica de Torrelavega | España | 2000-2001 | Segunda B   | 27    | 1     | 3     | 0     |                      |                      |
| Pájara-Playas             | España | 2001-2002 | Segunda B   | 14    | 0     | 3     | 0     |                      |                      |
| Amurrio                   | España | 2001-2002 | Segunda B   | 16    | 3     |       |       |                      |                      |
| Deportivo de La Coruña B  | España | 2002-2003 | Tercera     | -     | -     |       |       |                      |                      |
| CD Ourense                | España | 2003-2004 | Segunda B   | 33    | 9     |       |       | 5                    | 1                    |
| Burgos CF                 | España | 2004-2005 | Segunda B   | 33    | 17    | 3     | 1     | 2                    | 0                    |
| Alicante CF               | España | 2005-2006 | Segunda B   | 13    | 3     | 4     | 1     |                      |                      |
| CF Palencia               | España | 2005-2006 | Segunda B   | 19    | 7     |       |       |                      |                      |
| CF Palencia               | España | 2006-2007 | Segunda B   | 36    | 10    |       |       | 2                    | 0                    |
| CF Palencia               | España | 2007-2008 | Segunda B   | 31    | 10    | 2     | 0     |                      |                      |
| CF Palencia               | España | 2008-2009 | Tercera     | -     | -     |       |       | 2                    | 1                    |
| SD Buelna                 | España | 2009-2010 | Tercera     | -     | -     |       |       |                      |                      |
| Rayo Cantabria            | España | 2010-2011 | Tercera     | -     | 9     |       |       |                      |                      |
| Rayo Cantabria            | España | 2011-2012 | Tercera     | -     | -     |       |       |                      |                      |
| CD Tropezón               | España | 2012-2013 | Tercera     | -     | -     |       |       |                      |                      |

## Palmarés

### Campeonatos nacionales
| Título           | Club        | País   | Año  |
| ---------------- | ----------- | ------ | ---- |
| Tercera División | CF Palencia | España | 2009 |